# Grb Grenlanda
Grb Grenlanda je plavi štit na kojem se nalazi srebrni (bijeli) polarni medvjed. Ovaj simbol prvi put je uveden 1666. na grb Danske. Još uvijek se nalazi na grbu tamošnje kraljevske obitelji. Uspravan položaj medvjeda propisan je 1819. godine.
Trenutnu verziju grenlandskog grba dizajnirao je umjetnik Jens Rosing i 1. svibnja 1989. priznat je u parlamentu Landstigu. Bijeli medvjed simbolizira faunu Grenlanda, a plava boja Atlantski i Artički ocean.
Medvjed ima podignutu lijevu šapu nasuprot danskoj tradiciji, jer je drevno eskimsko vjerovanje da su polarni medvjedi ljevoruki. Kada danska vlast na Grenlandu koristi grb, medvjed ima podignutu desnu šapu i ovjenčan je danskom kraljevskom krunom.
Pobornici potpune neovisnosti Grenlanda koriste grb sa zelenom pozadinom.